# Krichim Peak
Der Krichim Peak (englisch; bulgarisch връх Кричим wrach Kritschim) ist ein 500 m hoher Berg auf der Livingston-Insel im Archipel der Südlichen Shetlandinseln. In den Vidin Heights ragt er 1,1 km nordöstlich des Miziya Peak und 1,7 km westnordwestlich des Madara Peak auf.
Bulgarische Wissenschaftler kartierten ihn im Zuge der Vermessung der Tangra Mountains zwischen 2004 und 2005. Die bulgarische Kommission für Antarktische Geographische Namen benannte ihn 2005 nach der Stadt Kritschim im Süden Bulgariens.